# Tidlig indsats - jo før jo bedre - filmen om Jesper
|  | Denne artikel er oprettet af botten PalnaBot ud fra en ekstern database. Den kan derfor have sproglige fejl eller mangler. Denne skabelon kan fjernes efter kontrol af indholdet. |

Tidlig indsats - jo før jo bedre - filmen om Jesper er en film instrueret af Werner Hedman efter manuskript af Werner Hedman.

## Handling
Jesper var fra fødslen svært handicappet. Filmen følger Jespers udvikling indtil 3-4 års alderen og viser, hvilke bemærkelsesværdige resultater, der opnås gennem en tidlig pædagogisk indsats. Forældrene får vejledning om, hvordan de bedst kan være med til at fremme hans udvikling og søge at undgå en fejludvikling. Der lægges vægt på, at støtten sættes ind så tidligt som muligt og gives i harmoni med familiens daglige rytme. Desuden møder man en del af de medarbejdere, der hver med deres fagkundskab vejleder familien. Filmen tager afsked med den 4-årige Jesper, som har lært at gå, at spise, at kontakte andre og at sige enkelte ord.